# Дженніфер Скай
Дженніфер Скай (англ. Jennifer Sky; нар. Дженніфер Вача (англ. Jennifer Wacha); 13 жовтня 1976) — американська акторка. Вона відома своїми ролями Сари Веббер у «Загальній лікарні» (1997—1998) та Клеопатри — заголовного персонажа науково-фантастичного серіалу «Клеопатра 2525» (2000—2001).

## Особисте життя
Скай виросла у Дженсен-Біч, Флорида. У віці 15 року їй запропонували два місяці літнього моделювання в Японії. Вона покинула for Нью-Йорк у віці 17 років для навчання акторському мистецтву під опікою декількох відомих діючих тренерів, і стала добре обізнаною в техніці Мейснера акторського мистецтва. В неї є сестра Кеті. Скай одружилася з Алексом Бендом із The Calling 25 липня 2004 року, але пара розлучилася 2009 року.
10 вересня 2013 року «Нью-Йорк таймс» опублікував op-ed від Скай, під заголовком «Моє життя принцеси-воїна» (англ. My Life as a Warrior Princess), в якому вона порівняла жахливі робочі умови, які вона пережила як підліток-модель моди, з набагато ліпшими робочими умовами, які вона пережила як акторка.
Вона описала, якою надихаючою вона знайшла свою роботу на шоу «Ксена: принцеса-воїн».

## Фешн-лейбл
Скай, Кеті та їхня колишня зовиця Терін Бенд створили фешн-лейбл англ. «Vanitas of California»[джерело?].

## Кар'єра
Вона з'явилася як регулярна член акторського складу в таких телешоу, як «Загальна лікарня», «Ксена: принцеса-воїн», «Клеопатра 2525», «Fastlane», «C.S.I.: Місце злочину Маямі», та в гостьових ролях в «Усі жінки — відьми» та «Баффі — переможниця вампірів».
Вона отримала рейтинг № 90 у «100 найгарячіших жінок» (англ. Hot 100 Women) за версією «Maxim» 2003 року. Вона писала для газети свого рідного міста англ. «The Stuart News». Її представлено в розділі думок. Згідно з її колонкою жовтня 2010 року в англ. News, вона страждала на кілька проблем зі здоров'ям і зараз[коли?] живе та вчиться у Нью-Йорку.
У лютому 2014 року вона опублікувала відео на YouTube, в якому вона описує емоційне, професійне та сексуальне неправильне поводження, на яке, вона відчуває, вона страждала протягом своєї кар'єри. У відео Скай викриває індустрію моделей моди та закликає глядачів боротися за створення профспілок для моделей, суворіших регулювань працевлаштування дітей, а наприкінці до того, що вона описує як систематичні зловживання індустрії.

## Фільмографія

### Фільми
| Рік  | Назва                | Роль                                               | Примітки |
| ---- | -------------------- | -------------------------------------------------- | -------- |
| 2001 | Тригер щастя         | Джейн                                              |          |
| 2001 | Кохання зле          | Відвідувачка нічного клубу № 2                     |          |
| 2002 | Крамничний клуб      | Тіна                                               |          |
| 2002 | Моє маленьке око     | Чарлі                                              |          |
| 2003 | Риба без велосипеда  | Гаряча дівчина                                     |          |
| 2004 | Не помирай наодинці  | Джанет                                             |          |
| 2005 | Спіраль… завантажено | Лола                                               |          |
| 2008 | Ринок зустрічі       | Кортні                                             |          |
| 2010 | Десь                 | Вродлива дівчина за гучним столом (немає в титрах) |          |
| 2016 | Трилогія Сан-Сан     |                                                    |          |

### Телебачення
| Рік       | Назва                        | Роль                      | Примітки                              |
| --------- | ---------------------------- | ------------------------- | ------------------------------------- |
| 1994      | Морські пригоди              | Продавчиня                | епізод «Симпатія до глибокого»        |
| 1993      | Смарагдове склепіння         | Ліса Фоксворт             | телесеріал                            |
| 1996      | Наш син — староста           | Джуді Адамс               | телефільм                             |
| 1997      | Баффі — переможниця вампірів | Хейді Баррі               | епізод «Пакет»                        |
| 1997      | Поліцейські на велосипедах   | Брі Хопкінс               | епізод «Румпельштільцскін»            |
| 1997–1998 | Загальна лікарня             | Сара Веббер               | телесеріал                            |
| 1998      | Гріхи міста                  | Келлі                     | епізод «Сліпе око напрокат»           |
| 1999      | Ксена: принцеса-воїн         | Амаріс                    | повторювана роль (шість епізодів)     |
| 2000–2001 | Клеопатра 2525               | Клеопатра «Клео»          | Головна роль (28 епізодів)            |
| 2002      | Бумтаун                      | Лаура / Ванесса Гріггс    | епізод «Володіння»                    |
| 2002      | CSI: Місце злочину           | Матильда                  | епізод «Труп покоївки»                |
| 2002      | Fastlane                     | Кессіді Шоу               | епізод «Пілот»                        |
| 2003      | Fastlane                     | Кессіді Шоу               | епізод «Слизький схил»                |
| 2003      | Коломбо                      | Ванесса Ферроу            | епізод «Коломбо полюбляє нічне життя» |
| 2003      | Усі жінки — відьми           | Мейбл Стіллман            | епізод «Сила трьох блондинок»         |
| 2003      | Облава                       | Мелісса Едгар             | епізод «Магічна куля»                 |
| 2004      | C.S.I.: Місце злочину Маямі  | Кукі Девайн / Сара Пайпер | епізод «Невинний»                     |
| 2005      | C.S.I.: Місце злочину Маямі  | Сара Пайпер               | епізод «Гра закінчена»                |